# Cavazzola

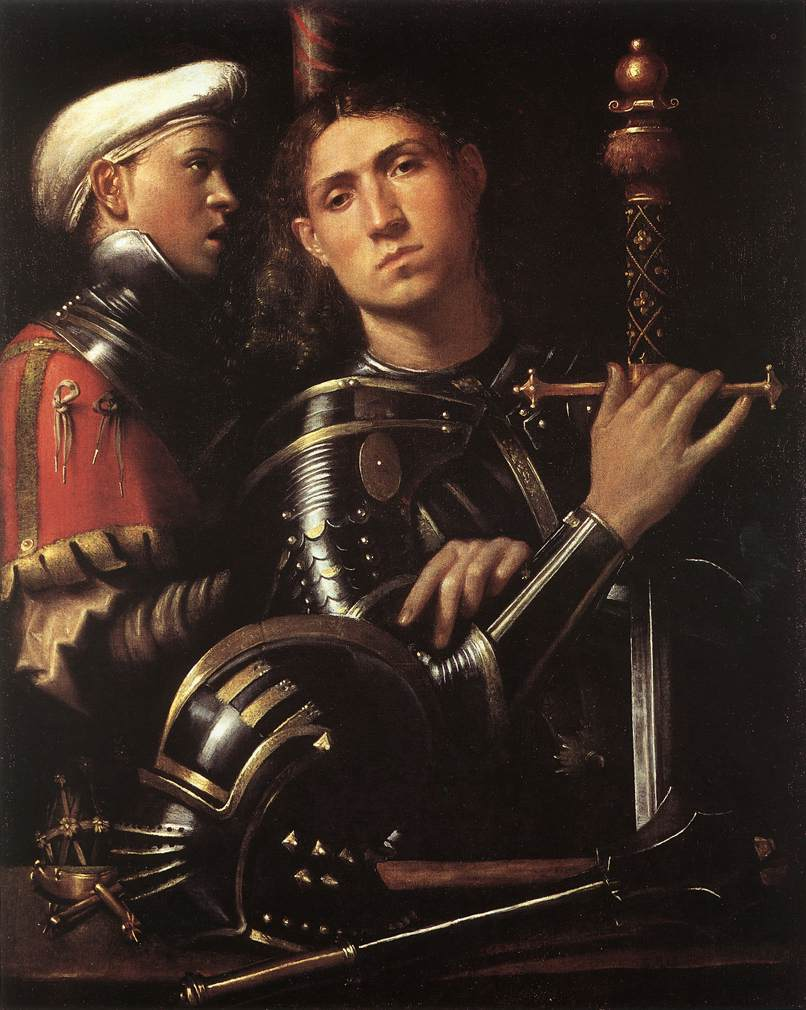
Guerrero con su escudero, Uffizi. Obra tradicionalmente atribuida a Giorgione.

Paolo Morando, conocido por el apelativo de Il Cavazzola (Verona, 1486-Verona, 1522), fue un pintor italiano, que vivió durante el Renacimiento.

## Biografía
Debido a su temprano fallecimiento, tuvo una breve aunque productiva carrera. Comenzó como discípulo de Francesco Morone. Sus primeras obras revelan la dependencia que todavía sentía hacia el estilo de su maestro (Anunciación, San Biagio en Verona).
Fue un pintor eminentemente quattrocentista. De Morone aprendió el uso de brillantes colores, y un interés notable en el tratamiento de la luz. Sus figuras están fina y elegantemente modeladas, pero su estilo mira más hacia la tradición pasada que hacia las innovaciones futuras. Tal vez todo su estilo se halle resumido y sublimado en la que fue, según Giorgio Vasari, su última obra: la Pala Sacco, con su enérgica y brillante luz, pero con unas figuras de una rigidez absoluta, de un realismo vigoroso pero en el fondo, totalmente estático. Morando es probablemente el último talento notable de un arte que ya no representaba solución alguna para los nuevos retos que en Venecia o Umbría se planteaban artistas como Giovanni Bellini, Andrea Mantegna, Giorgione o Rafael Sanzio.

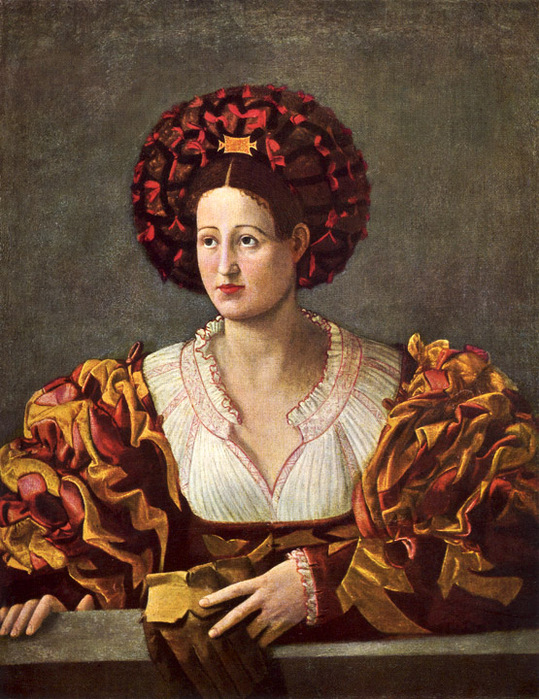
Retrato de dama, Accademia Carrara, Bergamo.

## Obras destacadas
- Virgen con niño (1508, Museo Villa Cagnola, Gazzada
- Anunciación (1510, capilla de San Biagio, Santi Nazaro e Celso, Verona)
- Retrato de dama (Accademia Carrara, Bergamo)
- Escenas de la Pasión de Cristo (1517, Museo de Castelvecchio, Verona)
- Retrato de hombre (1518, Gëmaldegalerie, Dresde)
- Virgen con niño (1518, Museo Poldi Pezzoli, Milán)
- Virgen con niño, San Juanito, San Roque y un ángel (c. 1518, National Gallery, Londres)
- Virgen con niño (c. 1518, National Gallery, Londres)
- Incredulidad de Santo Tomás (c. 1518-19, Museo de Castelvecchio, Verona)
- Guerrero con su escudero (c. 1518-22, Uffizi, Florencia), antes atribuida a Giorgione.
- Virgen en gloria con San Francisco y San Bernardo (Pala Sacco, c. 1522, Museo de Castelvecchio, Verona)